# UCI Europe Tour 2017
L'UCI Europe Tour 2017 fu la tredicesima edizione dell'UCI Europe Tour, uno dei cinque circuiti continentali di ciclismo dell'Unione Ciclistica Internazionale. Il suo calendario era composto da 400 corse, che si tennero dal 26 gennaio all'8 ottobre 2017 in Europa.
Durante tutta la stagione, i punti furono assegnati ai vincitori delle gare in linea, ai primi della classifica generale e ai vincitori di ogni tappa delle corse a tappe. La qualità e la complessità di una gara determinò anche quanti punti furono assegnati ai primi classificati: più alto era il punteggio UCI di una gara, più punti furono assegnati.
La classificazione UCI dal più alto al più basso fu la seguente:
- corse a tappe: 2.HC, 2.1 e 2.2;
- corse di un giorno: 1.HC, 1.1 e 1.2.

## Calendario

### Gennaio
| Data | Prova                                       | Cat. | Vincitore     | Squadra                |
| ---- | ------------------------------------------- | ---- | ------------- | ---------------------- |
| 26   | Trofeo Porreres-Felanitx-Ses Salines-Campos | 1.1  | André Greipel | Lotto-Soudal           |
| 27   | Trofeo Andratx-Mirador d'Es Colomer         | 1.1  | Tim Wellens   | Lotto-Soudal           |
| 28   | Trofeo Serra de Tramuntana                  | 1.1  | Tim Wellens   | Lotto-Soudal           |
| 29   | Trofeo Playa de Palma                       | 1.1  | Daniel McLay  | Fortuneo-Vital Concept |
| 29   | Grand Prix Cycliste La Marseillaise (2017)  | 1.1  | Arthur Vichot | FDJ                    |

### Febbraio
| Data  | Prova                                           | Cat. | Vincitore                                  | Squadra                                    |
| ----- | ----------------------------------------------- | ---- | ------------------------------------------ | ------------------------------------------ |
| 1-5   | Volta a la Comunitat Valenciana (2017)          | 2.1  | Nairo Quintana                             | Movistar Team                              |
| 1-5   | Étoile de Bessèges (2017)                       | 2.1  | Lilian Calmejane                           | Direct Énergie                             |
| 5     | Gran Premio Costa degli Etruschi (2017)         | 1.1  | Diego Ulissi                               | UAE Team Emirates                          |
| 8-12  | La Méditerranéenne                              | 2.1  | annullata a causa di mancanza di sicurezza | annullata a causa di mancanza di sicurezza |
| 11    | Vuelta a Murcia (2017)                          | 1.1  | Alejandro Valverde                         | Movistar Team                              |
| 12    | Trofeo Laigueglia (2017)                        | 1.HC | Fabio Felline                              | Trek-Segafredo                             |
| 12    | Clásica de Almería (2017)                       | 1.1  | Magnus Cort Nielsen                        | Orica-Scott                                |
| 15-19 | Volta ao Algarve em Bicicleta (2017)            | 2.HC | Primož Roglič                              | Team Lotto NL-Jumbo                        |
| 15-19 | Vuelta a Andalucía Ruta Ciclista del Sol (2017) | 2.HC | Alejandro Valverde                         | Movistar Team                              |
| 18-19 | Tour du Haut-Var (2017)                         | 2.1  | Arthur Vichot                              | FDJ                                        |
| 19    | Grand Prix Laguna Poreč                         | 1.2  | Andrea Toniatti                            | Team Colpack                               |
| 21-23 | Tour La Provence (2017)                         | 2.1  | Rohan Dennis                               | BMC Racing Team                            |
| 22-26 | Volta ao Alentejo                               | 2.1  | Carlos Barbero                             | Movistar Team                              |
| 25    | Classic Sud Ardèche (2017)                      | 1.1  | Mauro Finetto                              | Delko-Marseille Provence-KTM               |
| 26    | Kuurne-Bruxelles-Kuurne (2017)                  | 1.HC | Peter Sagan                                | Bora-Hansgrohe                             |
| 26    | La Drôme Classic (2017)                         | 1.1  | Sébastien Delfosse                         | WB Veranclassic-Aqua Protect               |
| 26    | Grand Prix Izola                                | 1.2  | Filippo Fortin                             | Tirol Cycling Team                         |

### Marzo
| Data  | Prova                                                   | Cat. | Vincitore                | Squadra                                      |
| ----- | ------------------------------------------------------- | ---- | ------------------------ | -------------------------------------------- |
| 1     | Le Samyn (2017)                                         | 1.1  | Guillaume Van Keirsbulck | Wanty-Groupe Gobert                          |
| 1     | Umag Trophy                                             | 1.2  | Rok Korošec              | Amplatz-BMC                                  |
| 4     | Poreč Trophy                                            | 1.2  | Matej Mugerli            | Amplatz-BMC                                  |
| 5     | Gran Premio Industria e Artigianato (2017)              | 1.HC | Adam Yates               | Orica-Scott                                  |
| 5     | Dwars door West-Vlaanderen - Johan Museeuw Classic      | 1.1  | Jos van Emden            | Team Lotto NL-Jumbo                          |
| 5     | Grand Prix de la Ville de Lillers Souvenir Bruno Comini | 1.2  | Thomas Boudat            | Direct Énergie                               |
| 5     | Classica da Arrábida - Cyclin'Portugal                  | 1.2  | Amaro Antunes            | W52-FC Porto                                 |
| 5     | International Rhodes Grand Prix                         | 1.2  | Alan Banaszek            | Polonia                                      |
| 9-12  | Istrian Spring Trophy                                   | 2.2  | Matej Mugerli            | Amplatz-BMC                                  |
| 10-12 | International Tour of Rhodes                            | 2.2  | Colin Stüssi             | Roth-Akros                                   |
| 12    | Ronde van Drenthe (2017)                                | 1.1  | Jan-Willem van Schip     | Delta Cycling Rotterdam                      |
| 12    | Parigi-Troyes                                           | 1.2  | Yannis Yssaad            | Armée de Terre                               |
| 12    | Dorpenomloop Rucphen                                    | 1.2  | Maarten van Trijp        | Metec-TKH Continental Cyclingteam p/b Mantel |
| 12    | Classica Aldeias do Xisto - Cyclin'Portugal             | 1.2  | Vicente García de Mateos | Louletano-Hospital de Loulé                  |
| 15    | Nokere Koerse (2017)                                    | 1.HC | Nacer Bouhanni           | Cofidis                                      |
| 17    | Handzame Classic (2017)                                 | 1.1  | Kristoffer Halvorsen     | Joker-Icopal                                 |
| 18    | Classic Loire-Atlantique (2017)                         | 1.1  | Laurent Pichon           | Fortuneo-Vital Concept                       |
| 19    | La Popolarissima                                        | 1.2  | Filippo Calderaro        | Zalf-Euromobil-Désirée-Fior                  |
| 20-26 | Tour de Normandie (2017)                                | 2.2  | Anthony Delaplace        | Fortuneo-Vital Concept                       |
| 23-26 | Settimana Internazionale di Coppi e Bartali (2017)      | 2.1  | Lilian Calmejane         | Direct Énergie                               |
| 28-30 | Driedaagse De Panne - Koksijde (2017)                   | 2.HC | Philippe Gilbert         | Quick-Step Floors                            |
| 31-2  | Le Triptyque des Monts et Châteaux                      | 2.2  | Jasper Philipsen         | BMC Development Team                         |
| 31    | Route Adélie de Vitré (2017)                            | 1.1  | Laurent Pichon           | Fortuneo-Vital Concept                       |

### Aprile
| Data  | Prova                                                                   | Cat. | Vincitore            | Squadra                                         |
| ----- | ----------------------------------------------------------------------- | ---- | -------------------- | ----------------------------------------------- |
| 1     | Gran Premio Miguel Indurain (2017)                                      | 1.HC | Simon Yates          | Orica-Scott                                     |
| 1     | Volta Limburg Classic (2017)                                            | 1.1  | Marco Canola         | Nippo-Vini Fantini                              |
| 2     | Grand Prix Adria Mobil                                                  | 1.2  | Antonino Parrinello  | GM Europa Ovini                                 |
| 2     | Trofeo Piva                                                             | 1.2U | Mark Padun           | Team Colpack                                    |
| 2     | La Roue Tourangelle - Région Centre Val de Loire (2017)                 | 1.1  | Flavien Dassonville  | HP BTP-Auber 93                                 |
| 2     | Vuelta Ciclista a La Rioja (2017)                                       | 1.1  | Rory Sutherland      | Movistar Team                                   |
| 4-7   | Circuit Cycliste Sarthe - Pays de la Loire (2017)                       | 2.1  | Lilian Calmejane     | Direct Énergie                                  |
| 5     | Scheldeprijs (2017)                                                     | 1.HC | Marcel Kittel        | Quick-Step Floors                               |
| 7-9   | Circuit des Ardennes International                                      | 2.2  | Jhonatan Narváez     | Axeon-Hagens Berman                             |
| 8     | Trofeo Edil C                                                           | 1.2U | Marco Negrente       | Team Colpack                                    |
| 9     | Klasika Primavera de Amorebieta (2017)                                  | 1.1  | Gorka Izagirre       | Movistar Team                                   |
| 9     | Giro dell'Appennino (2017)                                              | 1.1  | Danilo Celano        | Amore & Vita-Selle SMP                          |
| 11    | Parigi-Camembert (2017)                                                 | 1.1  | Nacer Bouhanni       | Cofidis                                         |
| 12-16 | Tour du Loir-et-Cher E. Provost                                         | 2.2  | Alexander Kamp       | Team VéloConcept                                |
| 12    | Freccia del Brabante (2017)                                             | 1.HC | Sonny Colbrelli      | Bahrain-Merida                                  |
| 13    | Grand Prix de Denain - Porte du Hainaut / Valenciennes Métropole (2017) | 1.1  | Arnaud Démare        | FDJ                                             |
| 15    | Liegi-Bastogne-Liegi Under-23                                           | 1.2U | Bjorg Lambrecht      | Lotto-Soudal U23                                |
| 15    | Tour du Finistère (2017)                                                | 1.1  | Julien Loubet        | Armée de Terre                                  |
| 17    | Tro-Bro Léon (2017)                                                     | 1.1  | Damien Gaudin        | Armée de Terre                                  |
| 17    | Giro del Belvedere                                                      | 1.2U | Aljaksandr Rabušėnka | Team Palazzago Amarù                            |
| 17-21 | Tour of the Alps (2017)                                                 | 2.HC | Geraint Thomas       | Team Sky                                        |
| 18    | Gran Premio Palio del Recioto                                           | 1.2U | Neilson Powless      | Axeon-Hagens Berman                             |
| 18-23 | Tour of Croatia (2017)                                                  | 2.1  | Vincenzo Nibali      | Bahrain-Merida                                  |
| 20-23 | Tour of Mersin                                                          | 2.2  | Stanislaŭ Bažkoŭ     | Minsk Cycling Club                              |
| 22    | Arno Wallaard Memorial                                                  | 1.2  | Timothy Stevens      | Pauwels Sauzen-Vastgoedservice Continental Team |
| 22    | Visegrad 4 Kerékpárverseny                                              | 1.2  | Kamil Zieliński      | Domin Sport                                     |
| 23    | Visegrad 4 Bicycle Race - GP Slovakia                                   | 1.2  | Alois Kaňkovský      | Elkov-Author Cycling Team                       |
| 23    | Rutland-Melton CiCLE Classic                                            | 1.2  | Dan Fleeman          | SportGrub Kuota Cycling Team                    |
| 23    | Trofeo Città di San Vendemiano - GP Industria & Commercio               | 1.2U | Nicola Conci         | Italia                                          |
| 25-1  | Tour de Bretagne Cycliste                                               | 2.2  | Flavien Dassonville  | HP BTP-Auber 93                                 |
| 25    | Gran Premio della Liberazione                                           | 1.2U | Seid Lizde           | Team Colpack                                    |
| 28-29 | Toscana Terra di Ciclismo Eroica                                        | 2.2U | Jai Hindley          | Australia                                       |
| 28    | Grand Prix Himmerland Rundt                                             | 1.2  | Nicolai Brøchner     | Riwal Platform Cycling Team                     |
| 28-30 | Tour de Yorkshire (2017)                                                | 2.1  | Serge Pauwels        | Team Dimension Data                             |
| 29    | Belgrado-Banja Luka I                                                   | 1.2  | Barnabás Peák        | Centre Mondial du Cyclisme                      |
| 29-3  | Carpathian Couriers Race U23                                            | 2.2U | Alessandro Pessot    | Cycling Team Friuli                             |
| 29    | Grand Prix Viborg                                                       | 1.2  | Kasper Asgreen       | Team VéloConcept                                |
| 29    | Zuidenveld Tour                                                         | 1.2  | Rick Ottema          | Baby-Dump Cyclingteam                           |
| 29-1  | Vuelta Asturias Júlio Álvarez Mendo (2017)                              | 2.1  | Raúl Alarcón         | W52-FC Porto                                    |
| 30    | Belgrado-Banja Luka II                                                  | 1.2  | Nicolò Salvietti     | Sangemini-MG.Kvis                               |
| 30    | Skive-Løbet                                                             | 1.2  | Martin Toft Madsen   | BHS-Almeborg Bornholm                           |
| 30    | Parigi-Mantes-en-Yvelines                                               | 1.2  | Fabien Canal         | Armée de Terre                                  |

### Maggio
| Data  | Prova                                                    | Cat. | Vincitore                  | Squadra                                      |
| ----- | -------------------------------------------------------- | ---- | -------------------------- | -------------------------------------------- |
| 1     | Rund um den Finanzplatz Eschborn-Frankfurt Under-23      | 1.2U | Fabio Jakobsen             | SEG Racing Academy                           |
| 1     | Memoriał Andrzeja Trochanowskiego                        | 1.2  | Alois Kaňkovský            | Elkov-Author Cycling Team                    |
| 1     | Circuit de Wallonie                                      | 1.2  | Maarten van Trijp          | Metec-TKH Continental Cyclingteam p/b Mantel |
| 2     | Memoriał Romana Sieminskiego                             | 1.2  | Alois Kaňkovský            | Elkov-Author Cycling Team                    |
| 3-6   | Rhône-Alpes Isère Tour                                   | 2.2  | Marco Minnaard             | Wanty-Groupe Gobert                          |
| 3-7   | Tour d'Azerbaïdjan (2017)                                | 2.1  | titolo non assegnato       | titolo non assegnato                         |
| 5-7   | CCC Tour - Gródy Piastowskie                             | 2.2  | Marek Rutkiewicz           | Wibatech 7R Fuji                             |
| 5-7   | Vuelta Ciclista Comunidad de Madrid (2017)               | 2.1  | Óscar Sevilla              | Medellín-Inder                               |
| 5-9   | Five Rings of Moscow                                     | 2.2  | Jurij Trofimov             | Caja Rural-Seguros RGA                       |
| 6     | Sundvolden Grand Prix                                    | 1.2  | Rasmus Guldhammer          | Team Véloconcept                             |
| 6     | Ronde van Overijssel                                     | 1.2  | Nicolai Brøchner           | Riwal Platform Cycling Team                  |
| 7     | Gran Premio Città di Lugano (2017)                       | 1.HC | Iuri Filosi                | Nippo-Vini Fantini                           |
| 7     | Ringerike Grand Prix                                     | 1.2  | Rasmus Guldhammer          | Team VéloConcept                             |
| 7     | Circuito del Porto-Trofeo Arvedi                         | 1.2  | Imerio Cima                | Viris Maserati-Sisal-Chiaravalli-L&L         |
| 7     | Flèche Ardennaise                                        | 1.2  | Harm Vanhoucke             | Lotto-Soudal U23                             |
| 9-14  | 4 Jours de Dunkerque - Tour du Nord-Pas de Calais (2017) | 2.HC | Clément Venturini          | Cofidis                                      |
| 11-14 | Tour of Ankara                                           | 2.2  | Brayan Ramírez             | Medellín-Inder                               |
| 13    | Scandinavian Race in Uppsala                             | 1.2  | Nicolai Brøchner           | Riwal Platform Cycling Team                  |
| 14    | Grand Prix Criquielion                                   | 1.2  | Bram Welten                | BMC Development Team                         |
| 14    | Profronde van Noord-Holland                              | 1.2  | Fabio Jakobsen             | SEG Racing Academy                           |
| 14    | Gran Premio Industrie del Marmo                          | 1.2  | Michael Storer             | Mitchelton-Scott                             |
| 17-21 | Tour of Norway (2017)                                    | 2.HC | Edvald Boasson Hagen       | Team Dimension Data                          |
| 17-21 | Bałtyk-Karkonosze Tour                                   | 2.2  | Marek Rutkiewicz           | Wibatech 7R Fuji                             |
| 17-21 | Tour of Ukraine                                          | 2.2  | Vitaliy Buts               | Kolss Cycling Team                           |
| 18-21 | Ronde de l'Isard                                         | 2.2U | Pavel Sivakov              | BMC Development Team                         |
| 19-21 | À travers les Hauts de France - Trophée Paris-Arras Tour | 2.2  | Jordan Levasseur           | Armée de Terre                               |
| 19-21 | Vuelta a Castilla y León (2017)                          | 2.1  | Jonathan Hivert            | Direct Énergie                               |
| 20    | Berner Rundfahrt (2017)                                  | 2.1  | Filippo Fortin             | Tirol Cycling Team                           |
| 20    | New Energy Tour                                          | 1.1  | annullato                  | annullato                                    |
| 20-24 | Tour of Albania (2017)                                   | 2.1  | Francesco Manuel Bongiorno | Sangemini-MG.Kvis                            |
| 21-28 | An Post Rás                                              | 2.2  | James Gullen               | JLT Condor                                   |
| 21    | Grand Prix de la Somme (2017)                            | 1.1  | Adrien Petit               | Direct Énergie                               |
| 24-28 | Flèche du Sud                                            | 2.2  | Matija Kvasina             | Team Felbermayr-Simplon Wels                 |
| 24-28 | Giro del Belgio (2017)                                   | 2.HC | Jens Keukeleire            | Belgio                                       |
| 24-28 | Tour des Fjords (2017)                                   | 2.1  | Edvald Boasson Hagen       | Team Dimension Data                          |
| 25-27 | Gemenc Grand Prix                                        | 2.2  | Filippo Tagliani           | Delio Gallina-Colosio-Eurofeed               |
| 26-27 | Tour of Estonia (2017)                                   | 2.1  | Karl Patrick Lauk          | Estonia                                      |
| 26    | Horizon Park Race for Peace                              | 1.2  | Mychajlo Kononenko         | Kolss Cycling Team                           |
| 27-28 | Tour de Gironde                                          | 2.2  | Pablo Torres               | Burgos-BH                                    |
| 27-28 | Tour du Jura                                             | 2.2  | Thomas Degand              | Wanty-Groupe Gobert                          |
| 27    | Horizon Park Race Maidan                                 | 1.2  | Rasmus Esmann Ginnerup     | Team AURA Energi-CK Aarhus                   |
| 27    | Grand Prix de Plumelec-Morbihan (2017)                   | 1.1  | Alexis Vuillermoz          | AG2R La Mondiale                             |
| 28    | Paris-Roubaix Espoirs                                    | 1.2U | Nils Eekhoff               | Development Team Sunweb                      |
| 28    | Boucles de l'Aulne (2017)                                | 1.2  | Odd Christian Eiking       | FDJ                                          |
| 28    | Horizon Park Classic                                     | 1.2  | Oleksandr Prevar           | Kolss Cycling Team                           |
| 31-4  | Tour de Luxembourg (2017)                                | 2.HC | Greg Van Avermaet          | BMC Racing Team                              |

### Giugno
| Data  | Prova                                                         | Cat. | Vincitore              | Squadra                           |
| ----- | ------------------------------------------------------------- | ---- | ---------------------- | --------------------------------- |
| 1-4   | Szlakiem Walk Majora Hubala                                   | 2.1  | Maciej Paterski        | CCC Sprandi Polkowice             |
| 1-4   | Boucles de la Mayenne (2017)                                  | 2.1  | Mathieu van der Poel   | Beobank-Corendon                  |
| 2     | Trofeo Alcide De Gasperi                                      | 1.2  | Andrea Toniatti        | Team Colpack                      |
| 2-4   | Grande Prémio Beiras e Serra da Estrela (2017)                | 2.1  | Jesús del Pino         | Efapel                            |
| 2-4   | Tour of Bihor - Bellotto                                      | 2.2  | Rodolfo Torres         | Androni-Sidermec-Bottecchia       |
| 2-4   | Hammer Sportszone Limburg (2017)                              | 2.1  | Team Sky               | Team Sky                          |
| 3     | Heistse Pijl (2017)                                           | 1.1  | Jasper De Buyst        | Lotto-Soudal                      |
| 4     | Memorial Philippe Van Coningsloo                              | 1.2  | Yves Coolen            | Home Solution-Anmapa-Soenens      |
| 5     | Coppa della Pace - Trofeo F.lli Anelli                        | 1.2  | Nicola Gaffurini       | Sangemini-MG.Kvis                 |
| 7-11  | Tour de Slovaquie                                             | 2.2  | Jan Tratnik            | CCC Sprandi Polkowice             |
| 8-11  | Ronde de l'Oise                                               | 2.2  | Flavien Dassonville    | HP BTP-Auber 93                   |
| 8     | Gran Premio del Canton Argovia (2017)                         | 1.HC | Sacha Modolo           | UAE Team Emirates                 |
| 8-11  | Oberösterreichrundfahrt                                       | 2.2  | Stephan Rabitsch       | Team Felbermayr-Simplon Wels      |
| 9-11  | Tour of Malopolska                                            | 2.2  | Maciej Paterski        | CCC Sprandi Polkowice             |
| 9-15  | Giro Ciclistico d'Italia                                      | 2.2U | Pavel Sivakov          | BMC Development Team              |
| 10    | Fyen Rundt                                                    | 1.2  | Audun Fløtten          | Uno-X Hydrogen Development Team   |
| 10    | Dwars door de Vlaamse Ardennen                                | 1.2  | Cameron Meyer          | Australia                         |
| 11    | Grand Prix Horsens Posten                                     | 1.2  | Casper Pedersen        | Riwal Platform Cycling Team       |
| 11    | Ronde van Limburg (2017)                                      | 1.1  | Wout Van Aert          | Veranda's Willems-Crelan          |
| 11    | Rund um Köln (2017)                                           | 1.1  | Gregor Mühlberger      | Bora-Hansgrohe                    |
| 14-18 | Ster ZLM Toer - GP Jan van Heeswijk (2017)                    | 2.1  | José Gonçalves         | Team Katusha-Alpecin              |
| 15-18 | Route du Sud - la Dépêche du Midi (2017)                      | 2.1  | Silvan Dillier         | BMC Racing Team                   |
| 15-18 | Giro di Slovenia (2017)                                       | 2.1  | Rafał Majka            | Bora-Hansgrohe                    |
| 15-18 | Tour de Savoie Mont-Blanc                                     | 2.2  | Egan Bernal            | Androni-Sidermec-Bottecchia       |
| 16-18 | Tour de Serbia                                                | 2.2  | Charalampos Kastrantas | Dare Viator Partizan              |
| 17    | Grand Prix Doliny Baryczy - Memoriał Grundmanna i Wizowskiego | 1.2  | Alan Banaszek          | CCC Sprandi Polkowice             |
| 18    | Beaumont Trophy                                               | 1.2  | Peter Williams         | ONE Pro Cycling                   |
| 18    | International Race Korona Kocich Gór                          | 1.2  | Łukasz Owsian          | CCC Sprandi Polkowice             |
| 18    | Ride Bruges - Bruges Cycling Classic (2017)                   | 1.1  | Wout Van Aert          | Veranda's Willems-Crelan          |
| 21    | Halle-Ingooigem (2017)                                        | 1.1  | Arnaud Démare          | FDJ                               |
| 27-2  | Tour de Hongrie                                               | 1.2  | Daniel Jaramillo       | UnitedHealthcare Pro Cycling Team |
| 27    | Trofeo Città di Brescia                                       | 1.2  | Nikolaj Šumov          | Delio Gallina-Colosio-Eurofeed    |
| 28-1  | Wyścig Solidarności i Olimpijczyków                           | 2.2  | Mateusz Komar          | Domin Sport                       |
| 28    | Internationale Wielertrofee Jong Maar Moedig I.W.T.           | 1.2  | Toon Aerts             | Telenet-Fidea Lions               |
| 29-2  | Volta a Portugal do Futuro                                    | 2.2U | José Fernandes         | Liberty Seguros-Carglass          |

### Luglio
| Data  | Prova                                             | Cat. | Vincitore         | Squadra                      |
| ----- | ------------------------------------------------- | ---- | ----------------- | ---------------------------- |
| 1     | Omloop Het Nieuwsblad Beloften                    | 1.2  | Tanguy Turgis     | BMC Development Team         |
| 2     | Slag om Norg (2017)                               | 1.1  | Gianni Vermeersch | Beobank-Corendon             |
| 2-8   | Int. Österreich-Rundfahrt (2017)                  | 2.1  | Stefan Denifl     | Aqua Blue Sport              |
| 5-9   | Sibiu Cycling Tour (2017)                         | 2.1  | Egan Bernal       | Androni-Sidermec-Bottecchia  |
| 5-9   | GP Internacional Torres Vedras - Troféu Agostinho | 2.2  | Amaro Antunes     | W52-FC Porto                 |
| 7     | Minsk Cup                                         | 1.2  | Jehor Dementjev   | ISD-Jorbi Continental Team   |
| 7     | Grote Prijs Stad Sint-Niklaas                     | 1.2  | Gerben Thijssen   | Lotto-Soudal U23             |
| 8     | Grote Prijs Jean-Pierre Monseré (2017)            | 1.1  | Laurens Sweeck    | ERA Real Estate-Circus       |
| 8     | Grand Prix Minsk                                  | 1.2  | Jaŭhen Karalëk    | Minsk Cycling Club           |
| 9     | Velothon Wales (2017)                             | 1.1  | Ian Bibby         | JLT Condor                   |
| 9     | Giro del Medio Brenta                             | 1.2  | Michele Gazzara   | Sangemini-MG.Kvis            |
| 9     | Midden Brabant-Poort Omloop                       | 1.2  | Jaap Kooijman     | WV De Jonge Renner           |
| 12-16 | Giro Ciclistico della Valle d'Aosta Mont-Blanc    | 2.2U | Pavel Sivakov     | BMC Development Team         |
| 16    | Trofeo Matteotti (2017)                           | 1.1  | Sergej Šilov      | Lokosphinx                   |
| 19    | Grand Prix Pino Cerami (2017)                     | 1.1  | Wout Van Aert     | Veranda's Willems-Crelan     |
| 22-26 | Tour de Wallonie (2017)                           | 2.HC | Dylan Teuns       | BMC Racing Team              |
| 23    | Grand Prix de la ville de Pérenchies              | 1.2  | Roy Jans          | WB-Veranclassic-Aqua Protect |
| 25-29 | Dookoła Mazowsza                                  | 2.2  | Alois Kaňkovský   | Elkov-Author Cycling Team    |
| 25    | Prueba Villafranca-Ordiziako Klasika (2017)       | 1.1  | Sergej Šilov      | Lokosphinx                   |
| 26-30 | Tour Alsace                                       | 2.2  | Lucas Hamilton    | Australia                    |
| 29-31 | Kreiz Breizh Elites                               | 2.2  | Jonas Gregaard    | Riwal Platform Cycling Team  |
| 30    | Grand Prix Kranj                                  | 1.2  | Matej Mugerli     | Amplatz-BMC                  |
| 30    | Rad am Ring (2017)                                | 1.1  | Huub Duyn         | Veranda's Willems-Crelan     |
| 30    | La Poly Normande (2017)                           | 1.1  | Alexis Gougeard   | AG2R La Mondiale             |
| 31    | Circuito de Getxo "Memorial Ricardo Otxoa" (2017) | 1.1  | Carlos Barbero    | Movistar Team                |

### Agosto
| Data  | Prova                                                | Cat. | Vincitore            | Squadra                     |
| ----- | ---------------------------------------------------- | ---- | -------------------- | --------------------------- |
| 1-5   | Vuelta a Burgos (2017)                               | 2.HC | Mikel Landa          | Team Sky                    |
| 4-15  | Volta a Portugal em Bicicleta (2017)                 | 2.1  | Raúl Alarcón         | W52-FC Porto                |
| 5     | Tour de Ribas                                        | 1.2  | Serhij Lahkuti       | Kolss Cycling Team          |
| 5     | Kalmar Grand Prix Road Race                          | 1.2  | Rasmus Bogh Wallin   | ColoQuick-Cult              |
| 5     | Dwars door het Hageland - Aarschot (2017)            | 1.1  | Mathieu van der Poel | Beobank-Corendon            |
| 6     | Odessa Grand Prix                                    | 1.2  | Mychajlo Kononenko   | Kolss Cycling Team          |
| 6     | Antwerpse Havenpijl                                  | 1.2  | Arvid de Kleijn      | Baby-Dump Cyclingteam       |
| 8-12  | Tour de l'Ain (2017)                                 | 2.1  | Thibaut Pinot        | FDJ                         |
| 9-12  | Cycling Tour of Szeklerland                          | 2.2  | Patrick Bosman       | Hrinkow-Advarics Cycleang   |
| 10-13 | Arctic Race of Norway (2017)                         | 2.HC | Dylan Teuns          | BMC Racing Team             |
| 10-13 | Czech Cycling Tour (2017)                            | 2.1  | Josef Černý          | Elkov-Author Cycling Team   |
| 12    | Memoriał Henryka Łasaka                              | 1.2  | Alan Banaszek        | CCC Sprandi Polkowice       |
| 13    | Puchar Uzdrowisk Karpackich                          | 1.2  | Maciej Paterski      | CCC Sprandi Polkowice       |
| 14    | Gran Premio Sportivi di Poggiana                     | 1.2U | Nicola Conci         | Zalf-Euromobil-Désirée-Fior |
| 15-18 | Tour du Limousin (2017)                              | 2.1  | Alexis Vuillermoz    | AG2R La Mondiale            |
| 16    | Gran Premio Capodarco - Comunità di Capodarco (2017) | 1.2U | Mark Padun           | Team Colpack                |
| 18    | Arnhem-Veenendaal Classic (2017)                     | 1.1  | Luka Mezgec          | Orica-Scott                 |
| 19    | Puchar MON                                           | 1.2  | Alois Kaňkovský      | Elkov-Author Cycling Team   |
| 20    | Szlakiem Wielkich Jezior                             | 1.2  | Marek Rutkiewicz     | Wibatech 7R Fuji            |
| 20    | Grote Prijs Jef Scherens - Rondom Leuven (2017)      | 1.1  | Timothy Dupont       | Veranda's Willems-Crelan    |
| 22-25 | Tour du Poitou-Charentes (2017)                      | 2.1  | Mads Pedersen        | Trek-Segafredo              |
| 22    | Grand Prix des Marbriers                             | 1.2  | Karol Domagalski     | ONE Pro Cycling             |
| 22    | Grote Prijs Stad Zottegem (2017)                     | 1.1  | Jasper De Buyst      | Lotto-Soudal                |
| 23-27 | Baltic Chain Tour                                    | 2.2  | Herman Dahl          | Team Sparebanken Sør        |
| 23    | Druivenkoers - Overijse (2017)                       | 1.1  | Jérôme Baugnies      | Wanty-Groupe Gobert         |
| 25    | Pro Ötztaler 5.500 (2017)                            | 1.1  | Roman Kreuziger      | Orica-Scott                 |
| 26-27 | Ronde van Midden-Nederland                           | 2.2  | Kamil Gradek         | ONE Pro Cycling             |
| 26    | Omloop Mandel-Leie-Schelde Meulebeke (2017)          | 1.1  | Iljo Keisse          | Quick-Step Floors           |
| 27    | Croatia-Slovenia                                     | 1.2  | Dušan Rajović        | Adria Mobil                 |
| 27    | Schaal Sels (2017)                                   | 1.1  | Taco van der Hoorn   | Roompot-Nederlandse Loterij |
| 30-3  | Okolo Jižních Čech                                   | 2.2  | Josef Černý          | Elkov-Author Cycling Team   |

### Settembre
| Data  | Prova                                                 | Cat. | Vincitore                             | Squadra                       |
| ----- | ----------------------------------------------------- | ---- | ------------------------------------- | ----------------------------- |
| 2     | Brussels Cycling Classic (2017)                       | 1.HC | Arnaud Démare                         | FDJ                           |
| 3     | Grand Prix de Fourmies - La Voix du Nord (2017)       | 1.HC | Nacer Bouhanni                        | Cofidis                       |
| 3     | Kernen Omloop Echt-Susteren                           | 1.2  | Robbert de Greef                      | Baby-Dump Cyclingteam         |
| 3-5   | International Cycling Tour of Bulgaria - North        | 2.2  | Serhij Lahkuti                        | Kolss Cycling Team            |
| 3-10  | Tour of Britain (2017)                                | 2.HC | Lars Boom                             | Team Lotto NL-Jumbo           |
| 5-10  | Olympia's Tour                                        | 2.2U | Pascal Eenkhoorn                      | BMC Development Team          |
| 7-9   | International Cycling Tour of Bulgaria - South        | 2.2  | Vitalij Buc                           | Kolss Cycling Team            |
| 8-9   | East Bohemia Tour                                     | 2.2  | Kamil Zieliński                       | Domin Sport                   |
| 9     | Tour du Jura                                          | 1.2  | Marc Hirschi                          | BMC Development Team          |
| 9     | De Kustpijl                                           | 1.2  | Christophe Noppe                      | Sport Vlaanderen-Baloise      |
| 10    | Grand Prix Judendorf-Straßengel                       | 1.2  | Adam de Vos                           | Rally Cycling                 |
| 10    | Tour du Doubs (2017)                                  | 1.1  | Romain Hardy                          | Fortuneo-Oscaro               |
| 10    | Grand Prix de la Ville de Nogent-sur-Oise             | 1.2  | Jordan Levasseur                      | Armée de Terre                |
| 11    | Grote Prijs Marcel Kint                               | 1.2  | Jonas Rickaert                        | Sport Vlaanderen-Baloise      |
| 12-16 | Giro di Danimarca (2017)                              | 2.HC | Mads Pedersen                         | Trek-Segafredo                |
| 13    | Coppa Agostoni - Giro delle Brianze (2017)            | 1.1  | Michael Albasini                      | Svizzera                      |
| 13    | Grand Prix de Wallonie (2017)                         | 1.1  | Tim Wellens                           | Lotto-Soudal                  |
| 14    | Coppa Bernocchi (2017)                                | 1.1  | Sonny Colbrelli                       | Bahrain-Merida                |
| 15    | Kampioenschap van Vlaanderen (2017)                   | 1.1  | Fernando Gaviria                      | Quick-Step Floors             |
| 16    | Visegrad 4 Bicycle Race - GP Czech Republic           | 1.2  | Rok Korošec                           | Amplatz-BMC                   |
| 17    | Memorial Marco Pantani (2017)                         | 1.1  | Marco Zamparella                      | Amore & Vita-Selle SMP        |
| 17    | Primus Classic (2017)                                 | 1.HC | Matteo Trentin                        | Quick-Step Floors             |
| 17    | Grand Prix d'Isbergues - Pas de Calais (2017)         | 1.1  | Benoît Cosnefroy                      | AG2R La Mondiale              |
| 17    | Visegrad 4 Bicycle Race - GP Polski                   | 1.2  | Kamil Zieliński                       | Domin Sport                   |
| 20    | Omloop van het Houtland Lichtervelde (2017)           | 1.1  | Tom Devriendt                         | Wanty-Groupe Gobert           |
| 23-24 | Tour du Gévaudan Languedoc-Roussillon                 | 2.2  | Guillaume Martin                      | Wanty-Groupe Gobert           |
| 24    | Gooikse Pijl                                          | 1.2  | Kenny Dehaes                          | Wanty-Groupe Gobert           |
| 24    | Duo Normand (2016)                                    | 1.1  | Anthony Delaplace Pierre-Luc Périchon | Fortuneo-Oscaro               |
| 24    | Paris-Chauny Classique                                | 1.2  | Thomas Boudat                         | Direct Énergie                |
| 26-27 | Giro della Toscana - Memorial Alfredo Martini (2017)  | 2.1  | Guillaume Martin                      | Wanty-Groupe Gobert           |
| 26    | Ruota d'Oro - GP Festa del Perdono                    | 1.2U | Nicolás Tivani                        | Unieuro Trevigiani-Hemus 1896 |
| 28    | Coppa Sabatini - Gran Premio Città di Peccioli (2017) | 1.1  | Andrea Pasqualon                      | Wanty-Groupe Gobert           |
| 30    | Törökbálint Grand Prix - Memorial Imre Riczu          | 1.2  | Alberto Giuriato                      | Cycling Team Friuli           |
| 30    | Giro dell'Emilia (2017)                               | 1.HC | Giovanni Visconti                     | Bahrain-Merida                |
| 30    | Omloop Eurometropool (2017)                           | 1.1  | André Greipel                         | Lotto-Soudal                  |

### Ottobre
| Data | Prova                                                      | Cat. | Vincitore            | Squadra                            |
| ---- | ---------------------------------------------------------- | ---- | -------------------- | ---------------------------------- |
| 1    | Tour de l'Eurométropole (2017)                             | 1.HC | Daniel McLay         | Fortuneo-Oscaro                    |
| 1    | Gran Premio Bruno Beghelli (2017)                          | 1.HC | Luis León Sánchez    | Astana Pro Team                    |
| 1    | Piccolo Giro di Lombardia                                  | 1.2U | Aljaksandr Rabušėnka | Team Palazzago Amarù               |
| 1    | Tour de Vendée (2017)                                      | 1.1  | Christophe Laporte   | Cofidis                            |
| 3    | Münsterland Giro (2017)                                    | 1.HC | Sam Bennett          | Bora-Hansgrohe                     |
| 3    | Binche-Chimay-Binche - Mémorial Frank Vandenbroucke (2017) | 1.1  | Jasper De Buyst      | Lotto-Soudal                       |
| 3    | Tre Valli Varesine (2017)                                  | 1.HC | Alexandre Geniez     | AG2R La Mondiale                   |
| 5    | Parigi-Bourges (2017)                                      | 1.1  | Rudy Barbier         | AG2R La Mondiale                   |
| 5    | Milano-Torino (2017)                                       | 1.HC | Rigoberto Urán       | Cannondale-Drapac Pro Cycling Team |
| 8    | Parigi-Tours (2017)                                        | 1.HC | Matteo Trentin       | Quick-Step Floors                  |
| 8    | Parigi-Tours Espoirs                                       | 1.2U | Jasper Philipsen     | BMC Development Team               |
| 11   | Famenne Ardenne Classic (2017)                             | 1.1  | Moreno Hofland       | Lotto-Soudal                       |
| 14   | Tacx Pro Classic (2017)                                    | 1.1  | Timo Roosen          | Team Lotto NL-Jumbo                |
| 15   | Memorial Rik Van Steenbergen (2017)                        | 1.1  | annullato            | annullato                          |
| 15   | Chrono des Nations Espoirs                                 | 1.2U | Mathias Norsgaard    | Team Giant-Castelli                |
| 15   | Chrono des Nations (2017)                                  | 1.1  | Martin Toft Madsen   | BHS-Almeborg Bornholm              |
| 17   | Nationale Sluitingsprijs Putte-Kapellen (2017)             | 1.1  | Arvid de Kleijn      | Baby-Dump Cyclingteam              |

## Classifiche
Classifiche finali.
| Pos. | Corridore       | Squadra      | Punti |
| ---- | --------------- | ------------ | ----- |
| 1    | Nacer Bouhanni  | Cofidis      | 1 124 |
| 2    | Jasper De Buyst | Lotto-Soudal | 935   |
| 3    | André Greipel   | Lotto-Soudal | 886   |
| 4    | Elia Viviani    | Team Sky     | 813   |
| 5    | Egan Bernal     | Androni      | 800   |
| 6    | Arnaud Démare   | FDJ          | 762   |
| 7    | Thibaut Pinot   | FDJ          | 761   |
| 8    | Mattia Cattaneo | Androni      | 731   |
| 9    | Kenny Dehaes    | Wanty        | 706   |
| 10   | Matteo Trentin  | Quick-Step   | 700   |

| Pos. | Squadra                      | Punti |
| ---- | ---------------------------- | ----- |
| 1    | Wanty-Groupe Gobert          | 3 235 |
| 2    | Cofidis, Solutions Crédits   | 3 169 |
| 3    | Androni-Sidermec-Bottecchia  | 2 959 |
| 4    | WB-Veranclassic-Aqua Protect | 2 613 |
| 5    | Fortuneo-Oscaro              | 2 587 |
| 6    | Direct Énergie               | 2 468 |
| 7    | Roompot-Nederlandse Loterij  | 2 245 |
| 8    | Veranda's Willems-Crelan     | 2 060 |
| 9    | Armée de Terre               | 1 800 |
| 10   | CCC Sprandi Polkowice        | 1 729 |

| Pos. | Nazione       | Punti |
| ---- | ------------- | ----- |
| 1    | Francia       | 5 802 |
| 2    | Italia        | 5 676 |
| 3    | Belgio        | 5 172 |
| 4    | Spagna        | 3 718 |
| 5    | Paesi Bassi   | 3 498 |
| 6    | Germania      | 3 134 |
| 7    | Norvegia      | 3 085 |
| 8    | Danimarca     | 2 330 |
| 9    | Gran Bretagna | 2 280 |
| 10   | Svizzera      | 2 148 |